# Brusque, Aveyron
 Brusque  là một xã ở tỉnh Aveyron, thuộc vùng Occitanie ở miền nam nước Pháp.